# Andrea Zangara
Andrea Zangara (Bagheria, 7 ottobre 1940 – Bagheria, 26 luglio 2011) è stato un politico italiano.

## Biografia
Imprenditore, impegnato in politica con la Democrazia Cristiana sin dalla fine degli anni '60,cresce nella segreteria politica dell’Avvocato Gino Galioto,maggiorente della DC e Consigliere Provinciale del Collegio di Bagheria e dell’On. Michelangelo Galioto, deputato all’Assemblea Costituente. 
Ha ricoperto il ruolo di consigliere, di assessore comunale e poi di sindaco di Bagheria. È stato anche consigliere e assessore provinciale a Palermo. Nel 1987 viene eletto al Senato della Repubblica con la DC, confermando il seggio anche alle elezioni del 1992; termina il mandato parlamentare nel 1994. 
Dopo lo scioglimento della DC aderì al Partito Popolare Italiano, con cui viene eletto nell'Assemblea regionale siciliana nel 1996; dopo essere confluito nella Margherita viene rieletto nel consiglio regionale siciliano anche nel 2001 e nel 2006; restando in carica fino al 2008 in rappresentanza del neonato Partito Democratico.
Muore il 26 luglio 2011 nel proprio comune di nascita all'età di 70 anni.